# Красногорка (Чудновский район)
Красного́рка (укр. Красногірка) — село на Украине, основано в 1760 году, находится в Чудновском районе Житомирской области.
Код КОАТУУ — 1825884001. Население по переписи 2001 года составляет 266 человек. Почтовый индекс — 13232. Телефонный код — 4139. Занимает площадь 1,067 км².

## Адрес местного совета
13230, Житомирская область, Чудновский р-н, с. Красногорка, ул. Ковалёва, 9